# Notorious Pictures
Notorious Pictures S.p.A. è una casa di produzione e distribuzione cinematografica italiana fondata nel 2012.
Si occupa della produzione, acquisizione e commercializzazione dei diritti di film attraverso tutti i canali di distribuzione (cinema, tv, home video, new media), e nella gestione di sale cinematografiche.
Il 9 gennaio 2019 è nata Notorious Cinemas che si occupa della gestione dei multisala.

## Filmografia parziale[2]
- La coppia dei campioni, regia di Giulio Base (2016)
- La verità, vi spiego, sull'amore, regia di Max Croci (2017)
- Il contagio, regia di Matteo Botrugno e Daniele Coluccini (2017)
- Quanto basta, regia di Francesco Falaschi (2018)
- Asterix e il segreto della pozione magica, regia di Alexandre Astier e Louis Clichy (2018)
- Non è vero ma ci credo, regia di Stefano Anselmi (2018)
- Copperman, regia di Eros Puglielli (2019)
- A spasso con Willy (Terra Willy - Planète Inconnue), regia di Éric Tosti (2019)
- Non odiare, regia di Mauro Mancini (2020)
- Trash - La leggenda della piramide magica, regia di Luca Della Grotta e Francesco Dafano (2020)
- Honest Thief, regia di Mark Williams (2020)
- Rock Dog 2, regia di Mark Baldo (2021)
- Improvvisamente Natale, regia di Francesco Patierno (2022)
- I tre moschettieri - D'Artagnan (Les trois mousquetaires: D'Artagnan), regia di Martin Bourboulon (2023)
- Il nibbio, regia di Alessandro Tonda (2025)

## Azionisti[3]
Il capitale sociale di Notorious Pictures S.p.A. è costituito da 22.491.480 azioni.
| Azionista           | % sul totale del capitale sociale |
| ------------------- | --------------------------------- |
| Guglielmo Marchetti | 82,332%                           |
| Azioni proprie      | 2,1911%                           |
| Flottante           | 15,477%                           |